# Maguireothamnus tatei
Maguireothamnus tatei är en måreväxtart som först beskrevs av Paul Carpenter Standley, och fick sitt nu gällande namn av Julian Alfred Steyermark. Maguireothamnus tatei ingår i släktet Maguireothamnus och familjen måreväxter. Inga underarter finns listade i Catalogue of Life.